# Episodios perdidos de Doctor Who

Fotografía tomada durante la grabación de The Invasion, serial de 1968, que actualmente se encuentra parcialmente perdido.

Doctor Who es una serie de televisión británica de ciencia ficción, producida por la BBC y que se emite desde el 23 de noviembre de 1963 hasta la actualidad, lo que la hace la de mayor duración en la historia, de acuerdo al Libro Guinness de los Récords; además de considerarse un ícono de la cultura popular británica. Sin embargo, muchos episodios del popular programa ya no están en manos de la BBC. Entre 1967 y 1978, el canal eliminó rutinariamente programas de archivo, por varias razones prácticas (falta de espacio, escasez de cintas y/o falta de derechos de retransmisión). Como resultado de  ello, actualmente faltan 97 de los 253 episodios de los primeras seis temporadas del programa, principalmente de las temporadas 3 a 5, lo que deja 26 seriales incompletos. Muchos más se consideraron perdidos hasta que se fueron recuperando de diversas fuentes, en su mayoría emisoras extranjeras.
Doctor Who no es el único programa que ha sufrido pérdidas, ya que muchas emisoras limpiaban regularmente sus archivos de esta manera. Hasta 1978, año en que la BBC cambió su política de archivo, se eliminaron miles de horas de programación, en todos los géneros. Otras series de la BBC afectadas incluyen Dad's Army, Z Cars, The Wednesday Play, Till Death Us Do Part, Steptoe and Son y Not Only... But Also. Los canales franquiciados regionales de ITV, como Rediffusion Television y Associated Television, también eliminaron muchos programas, incluyendo los primeros episodios de Los Vengadores grabados en video.
Sin embargo, el caso de Doctor Who es inusual, ya que cada uno de sus 97 episodios perdidos sobrevive en formato de audio, grabado fuera del aire por fanáticos en casa. La mayoría de los episodios también están representados por imágenes fijas de producción, tele-snaps o pequeños videoclips. Además, después de una cuidadosa restauración, todos los episodios de la década de 1970 están disponibles a todo color, lo que no siempre ha sido el caso con otras series.
Actualmente, continúan los esfuerzos para localizar episodios perdidos, tanto por parte de la BBC como por parte de los fanáticos de la serie. Los episodios recuperados se han restaurado extensamente para su lanzamiento en VHS y DVD; las bandas sonoras supervivientes se han lanzado en casete y CD. Se han reconstruido las imágenes de muchos episodios perdidos, ya sea a través de animaciones especialmente encargadas o mediante el uso de imágenes y fotografías supervivientes.

## Antecedentes
Aproximadamente, entre 1967 y 1978, grandes cantidades de cintas de video y películas almacenadas en el Departamento de Ingeniería de la BBC y en las bibliotecas de películas, respectivamente, fueron borradas o destruidas para dar paso a programas más nuevos. Esto sucedió por varias razones, principalmente la creencia de que su retención no tenía ningún valor práctico.
Equity, entidad sindical de los actores británicos, había luchado activamente contra la introducción de la grabación de televisión desde la década de 1950, cuando se convirtió por primera vez en una propuesta práctica. Antes de que se desarrollara la grabación de televisión viable, si un locutor deseaba repetir un programa (generalmente una obra única), tenía que volver a contratar a los actores para que lo interpretaran nuevamente, en vivo, por una tarifa adicional. La preocupación de Equity era que si las emisoras conservaban grabaciones de las interpretaciones originales, podrían retransmitirlas de forma indefinida, lo que reduciría la cantidad de nueva producción y amenazaría los medios de vida de sus miembros. Aunque Equity no pudo evitar la grabación por completo, agregó cláusulas estándar a los contratos de sus miembros que estipulaban que las grabaciones solo podían repetirse un número limitado de veces dentro de un período de tiempo específico, además de fijar las tarifas para el uso posterior deliberadamente altas, para que las emisoras consideraran injustificable gastar tanto dinero repitiendo un programa antiguo en lugar de hacer uno nuevo. En consecuencia, se consideró que las grabaciones cuyos derechos de repetición habían expirado no tenían más uso doméstico para los organismos de radiodifusión.
La mayoría de los episodios de Doctor Who se grabaron en una cinta de video de dos pulgadas para su transmisión inicial y luego se grabaron en una película de 16 mm por BBC Enterprises para su posterior uso comercial. Las empresas utilizaron las cintas de 16 mm para las ventas en el extranjero, ya que era considerablemente más barato de comprar y más fácil de transportar que las cintas de vídeo. También eludió el problema de los estándares de video incompatibles de diferentes países, ya que la película era un medio universal, mientras que la cinta de video no lo era. La BBC no tenía un archivo central en ese momento; la filmoteca mantenía programas que se han habían realizado en película, mientras que el Departamento de Ingeniería era el responsable de almacenar cintas de vídeo. BBC Enterprises solo conservaba copias de los programas que consideraban comercialmente valiosos: tenían poco espacio de almacenamiento dedicado y tendían a colocar pilas de botes de película donde podían encontrar espacio en su propiedad de Villiers House.
El Departamento de Ingeniería no tenía el mandato de archivar las cintas de video del programa que tenían, aunque normalmente no se borraban ni se tiraban a la basura hasta que el departamento de producción correspondiente o BBC Enterprises indicaran que no tenían más uso para las cintas. Los primeros videos originales de Doctor Who que se borraron fueron los del serial The Highlanders, eliminados el 9 de marzo de 1967, apenas dos meses después de la transmisión original del cuarto episodio. El borrado de episodios continuó en la década de 1970. Con el tiempo, todas las cintas de vídeo originales de los primeros 253 episodios del programa, emitidos entre 1963 y 1969, fueron destruidas o borradas. Las últimas cintas maestras de la década de 1960 que se borraron fueron las del serial de 1968 Fury from the Deep, a finales de 1974.
A pesar de la destrucción de estos videos, BBC Enterprises mantuvo un archivo casi completo (salvo un solo episodio de The Daleks' Master Plan que nunca fue telegrabado) de la serie en forma de copias de telegrabación de películas de 16 mm hasta aproximadamente 1972. Desde 1972 hasta 1978, BBC Enterprises también se deshizo de gran parte de su material más antiguo, incluidos muchos episodios de Doctor Who.

### Depuración de los archivos
Los episodios de BBC Enterprises solían ser descartados porque sus acuerdos de derechos con los actores y escritores para vender los programas en el extranjero habían expirado. Dado que muchas emisoras de todo el mundo estaban en proceso de cambiar a la transmisión en color, no se consideró que valiera la pena extender los acuerdos para vender el material en blanco y negro más antiguo.
Mientras tanto, la filmoteca de la BBC no tenía la responsabilidad de almacenar programas que no se hubieran originado en una película y existían puntos de vista contradictorios entre la filmoteca y BBC Enterprises sobre quién tenía la responsabilidad de archivar los programas. Como cada organismo creía que era responsabilidad del otro de archivar el material, cada uno no pensaba en destruir sus propias copias si era necesario. Esta falta de comunicación contribuyó a la eliminación de gran parte del archivo fílmico más antiguo que se encontraba en blanco y negro. Si bien miles de otros programas han sido destruidos de esta manera en todo el mundo, los episodios desaparecidos de Doctor Who se convirtieron probablemente en el ejemplo más conocido de cómo la falta de una política de archivo de programas coherente corre el riesgo de una pérdida permanente.
Después de las purgas y recuperaciones posteriores, las brechas en el archivo de Doctor Who se distribuyen de manera desigual a lo largo de sus primeras once temporadas. Las pérdidas importantes afectan principalmente a las publicaciones seriadas del Primer y Segundo Doctor, interpretados por William Hartnell y Patrick Troughton respectivamente. Aunque a dos seriales de ellos les falta solo un episodio (el cuarto episodio de The Tenth Planet y el tercero de The Web of Fear), otros están perdidos completamente. El período de Troughton como protagonista se ve particularmente afectado: de los 14 seriales que comprenden sus dos primeras temporadas, solo The Tomb of the Cybermen y The Enemy of the World están completas, y estas solo existen debido a telegrabaciones que luego regresaron de Hong Kong y Nigeria, respectivamente.
Todas las historias protagonizadas por Jon Pertwee como el Tercer Doctor están completas,  aunque muchos episodios ya no sobreviven en sus cintas de video originales y solo estaban disponibles en impresiones en blanco y negro en el extranjero cuando se recuperaron; posteriormente, estos episodios se han vuelto a colorear utilizando una variedad de métodos. En el orden de las transmisiones originales, las últimas cintas de video originales de Doctor Who que se borraron fueron los primeros episodios de las seriales de 1974 Invasion of the Dinosaurs y Death to the Daleks. Este último se recuperó del extranjero, inicialmente de una cinta en formato NTSC, y más tarde en el formato PAL original en una cinta hallada en Dubái.
Durante cuatro años, el primer episodio de Invasion of the Dinosaurs fue el único episodio de Pertwee que desapareció por completo de los archivos, hasta que una copia en blanco y negro de 16 mm fue devuelta a la BBC en junio de 1983. La historia fue publicada en DVD con una versión parcialmente recoloreada de este, junto con una transferencia monocromática de mayor calidad del episodio, en la caja DVD de The UNIT Files. Con la excepción de la toma final del tercer episodio de The Deadly Assassin (1976), los archivos del segundo episodio de Death to the Daleks en adelante están completos en las cintas de video de la transmisión original. Sin relación con las purgas regulares de archivos, este final había sido eliminado de la copia maestra debido a las quejas de Mary Whitehouse de la Asociación Nacional de Espectadores y Oyentes. Las repeticiones posteriores y los lanzamientos comerciales han restaurado la toma final no emitida.

### Fin de la eliminación
Internamente, la política de limpieza llegó a su fin oficialmente en 1978, cuando comenzaron a hacerse evidentes los medios para explotar aún más los programas aprovechando el nuevo mercado de grabaciones caseras para videograbadoras. La opinión predominante también había comenzado a cambiar hacia la actitud de que los programas de archivo deberían, en cualquier caso, conservarse para la posteridad y por razones históricas y culturales.
La BBC Film Library se convirtió en archivo que combinaba filmes y videograbaciones preservados para la posteridad. La filmoteca de la época tenía sólo 47 episodios de Doctor Who de los años sesenta; anteriormente poseían 53, pero seis episodios habían sido desechados o se encontraban desaparecidos. Los desperdicios en BBC Enterprises, sin embargo, continuaron hasta la intervención de Ian Levine, un productor de discos y fanático del programa. Después de la transferencia de episodios que todavía poseían BBC Enterprises, se contabilizaron 152 episodios de Doctor Who que no se encontraban en posesión de la BBC, aunque los esfuerzos posteriores redujeron ese número a 97.
Entre los episodios perdidos más buscados se encuentra el cuarto episodio 4 de The Tenth Planet, último serial de Hartnell y que finaliza con la primera escena de regeneración del protagonista. La única parte del episodio que aún existe, salvo algunos clips silenciosos de 8 mm de mala calidad, son los últimos 27 segundos, que comprenden la regeneración y algunos segundos previos a ella. La secuencia se había mostrado en un episodio de 1973 del programa Blue Peter y se retuvo en su archivo particular.
Incluso después del final de la depuración, persisten otros problemas de archivo. Los seriales de las temporadas 22 a 26 se proyectaron en Alemania, con bandas sonoras dobladas al idioma alemán que ya no existen en los archivos de la televisión alemana.

### Actualidad
El 20 de abril de 2006, se anunció en Blue Peter que se le daría un Dalek de tamaño natural a cualquiera que encontrara y devolviese uno de los episodios perdidos.
En enero de 2007, ITV inició una campaña llamada Raiders of the Lost Archive y, aunque la campaña estaba dirigida por ITV, también buscaban encontrar episodios de Doctor Who y otros programas de la BBC. La campaña se emitió en enero de 2007 y se repitió dos veces en julio de 2009.
En diciembre de 2012, la revista de listados de Radio Times anunció que estaba lanzando la búsqueda de más episodios de Doctor Who, para coincidir con el 50° aniversario del programa. Radio Times publicó su propia lista de episodios perdidos. La revista también ha creado una dirección de correo electrónico específicamente para los episodios perdidos de Doctor Who que el público puede usar para contactarlo si tiene alguna información.

### Comparación con otras series
En comparación con otras series de la BBC transmitidas en la década de 1960, Doctor Who está bien representado en los episodios supervivientes.  De los 253 episodios transmitidos durante la década de 1960, aún existen 156, principalmente debido a copias producidas para ventas en el extranjero. Por ejemplo, de la primera y segunda temporadas, las más vendidas en el extranjero durante la década de 1960, solo faltan nueve y dos episodios, respectivamente. Por el contrario, la cuarta temporada, que fue menos vendida, no tiene seriales completos, mientras que la quinta temporada tiene solo dos seriales completos. La popularidad y alto perfil de Doctor Who también han ayudado a asegurar el regreso de episodios que, para otros programas menos recordados, podría no ocurrir nunca.
De todas las series de la BBC en curso de la década de 1960, solo Steptoe and Son tiene un historial de supervivencia similar, y todos los episodios existen de alguna forma. Doctor Who también es comparativamente raro entre los contemporáneos en el sentido de que todos sus episodios de la década de 1970 existen como cintas originales o telegrabaciones, mientras que otras series como Z Cars y Dixon of Dock Green carecen de episodios desde 1975.

## Episodios perdidos

### Lista de episodios perdidos
En octubre de 2013, había 97 episodios sin contabilizar. Los episodios que faltan abarcan 26 seriales, incluyendo 10 totalmente perdidos. La mayoría de las brechas son de la tercera, cuarta y quinta temporadas, que actualmente carecen de un total de 79 episodios en 21 (de 26) seriales. Por el contrario, a la primera, segunda y sexta temporadas les faltan solo 18 episodios, en 5 (de 26) seriales. De estas historias perdidas, todas menos tres (Marco Polo, Mission to the Unknown y The Massacre of St Bartholomew's Eve) tienen clips supervivientes. Todos los episodios también tienen pistas de audio supervivientes completas.
En septiembre de 2021, muchas de estas publicaciones seriadas faltantes se han "completado" oficialmente mediante el uso de animación y, posteriormente, BBC Worldwide las ha lanzado comercialmente.
Si bien a la era de Patrick Troughton le faltan más episodios (53 en comparación con los 44 de William Hartnell), hay más historias de Hartnell que faltan por completo (6 en comparación con 4). Seriales resaltadas en  rojo  significa que faltan todos los episodios.
| Doctor (episodios perdidos) | Temporada | Perdidos (total) | Historia                | Serial                               | Perdidos / Total      | Episodio(s) perdido(s) | Seriales completados | Seriales completados |
| Doctor (episodios perdidos) | Temporada | Perdidos (total) | Historia                | Serial                               | Perdidos / Total      | Episodio(s) perdido(s) | Animación            | Recreación           |
| --------------------------- | --------- | ---------------- | ----------------------- | ------------------------------------ | --------------------- | ---------------------- | -------------------- | -------------------- |
| Primer Doctor (44)          | 1         | 9 (de 42)        | 004                     | Marco Polo                           | 7 / 7                 | Todos                  |                      |                      |
| Primer Doctor (44)          | 1         | 9 (de 42)        | 008                     | The Reign of Terror                  | 2 / 6                 | 4–5                    | 2013                 |                      |
| Primer Doctor (44)          | 2         | 2 (de 39)        | 014                     | The Crusade                          | 2 / 4                 | 2, 4                   |                      |                      |
| Primer Doctor (44)          | 3         | 28 (de 45)       | 018                     | Galaxy 4                             | 3 / 4                 | 1–2, 4                 | 2021                 |                      |
| Primer Doctor (44)          | 3         | 28 (de 45)       | 019                     | Mission to the Unknown               | 1 / 1                 | Todos                  |                      | 2019                 |
| Primer Doctor (44)          | 3         | 28 (de 45)       | 020                     | The Myth Makers                      | 4 / 4                 | Todos                  |                      |                      |
| Primer Doctor (44)          | 3         | 28 (de 45)       | 021                     | The Daleks' Master Plan              | 9 / 12                | 1, 3–4, 6–9, 11–12     |                      |                      |
| Primer Doctor (44)          | 3         | 28 (de 45)       | 022                     | The Massacre of St Bartholomew's Eve | 4 / 4                 | Todos                  |                      |                      |
| Primer Doctor (44)          | 3         | 28 (de 45)       | 024                     | The Celestial Toymaker               | 3 / 4                 | 1–3                    |                      |                      |
| Primer Doctor (44)          | 3         | 28 (de 45)       | 026                     | The Savages                          | 4 / 4                 | Todos                  |                      |                      |
| Primer Doctor (44)          | 4         | 33 (de 43)       | 028                     | The Smugglers                        | 4 / 4                 | Todos                  |                      |                      |
| Primer Doctor (44)          | 4         | 33 (de 43)       | 029                     | The Tenth Planet                     | 1 / 4                 | 4                      | 2013                 |                      |
| Segundo Doctor (53)         | 4         | 33 (de 43)       | 030                     | The Power of the Daleks              | 6 / 6                 | Todos                  | 2016                 |                      |
| Segundo Doctor (53)         | 4         | 33 (de 43)       | 031                     | The Highlanders                      | 4 / 4                 | Todos                  |                      |                      |
| Segundo Doctor (53)         | 4         | 33 (de 43)       | 032                     | The Underwater Menace                | 2 / 4                 | 1, 4                   |                      |                      |
| Segundo Doctor (53)         | 4         | 33 (de 43)       | 033                     | The Moonbase                         | 2 / 4                 | 1, 3                   | 2014                 |                      |
| Segundo Doctor (53)         | 4         | 33 (de 43)       | 034                     | The Macra Terror                     | 4 / 4                 | Todos                  | 2019                 |                      |
| Segundo Doctor (53)         | 4         | 33 (de 43)       | 035                     | The Faceless Ones                    | 4 / 6                 | 2, 4–6                 | 2020                 |                      |
| Segundo Doctor (53)         | 4         | 33 (de 43)       | 036                     | The Evil of the Daleks               | 6 / 7                 | 1, 3–7                 | 2021                 |                      |
| Segundo Doctor (53)         | 5         | 18 (de 40)       | 038                     | The Abominable Snowmen               | 5 / 6                 | 1, 3–6                 | 2022                 |                      |
| Segundo Doctor (53)         | 5         | 18 (de 40)       | 039                     | The Ice Warriors                     | 2 / 6                 | 2–3                    | 2013                 |                      |
| Segundo Doctor (53)         | 5         | 18 (de 40)       | 041                     | The Web of Fear                      | 1 / 6                 | 3                      | 2021                 |                      |
| Segundo Doctor (53)         | 5         | 18 (de 40)       | 042                     | Fury from the Deep                   | 6 / 6                 | Todos                  | 2020                 |                      |
| Segundo Doctor (53)         | 5         | 18 (de 40)       | 043                     | The Wheel in Space                   | 4 / 6                 | 1–2, 4–5               |                      |                      |
| Segundo Doctor (53)         | 6         | 7 (de 44)        | 046                     | The Invasion                         | 2 / 8                 | 1, 4                   | 2006                 |                      |
| Segundo Doctor (53)         | 6         | 7 (de 44)        | 049                     | The Space Pirates                    | 5 / 6                 | 1, 3–6                 |                      |                      |
|                             |           |                  | 26 seriales incompletos | 26 seriales incompletos              | 97 episodios perdidos | 97 episodios perdidos  | 44 episodios         | 1 episodio           |

### Episodios huérfanos
Los seriales que están completos en más del 50% (por ejemplo, The Reign of Terror y The Tenth Planet) se emitieron como lanzamientos independientes, con los episodios faltantes representados mediante animación, reconstrucciones visuales o narración a la cámara. Los episodios supervivientes que forman el 50% o menos de una historia completa, denominados episodios "huérfanos", han sido publicados por la BBC en compilaciones, como por ejemplo el lanzamiento en DVD Lost in Time o como extras en los lanzamientos de las temporadas completas. Algunos seriales de cuatro episodios, de los cuales queda el 50% (por ejemplo, The Underwater Menace y The Moonbase) también se han emitido como lanzamientos independientes.
| Doctor         | Temporada | Historia | Serial                  | VHS                                                                | DVD                                                          |
| -------------- | --------- | -------- | ----------------------- | ------------------------------------------------------------------ | ------------------------------------------------------------ |
| Primer Doctor  | 1         | 008      | The Reign of Terror     | Ep 1–3, 6: The Reign of Terror (caja recopilatoria)                | Ep 1–3, 6: The Reign of Terror DVD                           |
| Primer Doctor  | 2         | 014      | The Crusade             | Ep 3: The Hartnell Years Ep 1, 3: The Crusade (caja recopilatoria) | Ep 1, 3: Lost in Time                                        |
| Primer Doctor  | 3         | 018      | Galaxy 4                | Ep 3: N/A                                                          | Ep 3: The Aztecs: Edición especial en DVD Ep 3: Galaxy 4 DVD |
| Primer Doctor  | 3         | 021      | The Daleks' Master Plan | Ep 2: N/A Ep 5, 10: Daleks – The Early Years                       | Ep 2, 5, 10: Lost in Time                                    |
| Primer Doctor  | 3         | 024      | The Celestial Toymaker  | Ep 4: The Hartnell Years                                           | Ep 4: Lost in Time                                           |
| Primer Doctor  | 4         | 029      | The Tenth Planet        | Ep 1–3: The Tenth Planet VHS                                       | Ep 1–3: The Tenth Planet DVD                                 |
| Segundo Doctor | 4         | 032      | The Underwater Menace   | Ep 2: N/A Ep 3: The Missing Years                                  | Ep 3: Lost in Time Ep 2, 3: The Underwater Menace DVD        |
| Segundo Doctor | 4         | 033      | The Moonbase            | Ep 2, 4: Cybermen – The Early Years                                | Ep 2, 4: Lost in Time Ep 2, 4: The Moonbase DVD              |
| Segundo Doctor | 4         | 035      | The Faceless Ones       | Ep 1, 3: The Reign of Terror (caja recopilatoria)                  | Ep 1, 3: Lost in Time Ep 1, 3: The Faceless Ones DVD         |
| Segundo Doctor | 4         | 036      | The Evil of the Daleks  | Ep 2: Daleks – The Early Years                                     | Ep 2: Lost in Time Ep 2: The Evil of the Daleks DVD          |
| Segundo Doctor | 5         | 038      | The Abominable Snowmen  | Ep 2: The Troughton Years                                          | Ep 2: Lost in Time                                           |
| Segundo Doctor | 5         | 039      | The Ice Warriors        | Ep 1, 4–6: The Ice Warriors VHS                                    | Ep 1, 4–6: The Ice Warriors DVD                              |
| Segundo Doctor | 5         | 041      | The Web of Fear         | Ep 1: The Reign of Terror (caja recopilatoria) Ep 2, 4–6: N/A      | Ep 1: Lost in Time Ep 1–2, 4–6: The Web of Fear DVD          |
| Segundo Doctor | 5         | 043      | The Wheel in Space      | Ep 3, 6: Cybermen – The Early Years                                | Ep 3, 6: Lost in Time                                        |
| Segundo Doctor | 6         | 046      | The Invasion            | Ep 2–3, 5–8: The Invasion VHS                                      | Ep 2–3, 5–8: The Invasion DVD                                |
| Segundo Doctor | 6         | 049      | The Space Pirates       | Ep 2: The Troughton Years                                          | Ep 2: Lost in Time                                           |

### Episodio perdido no emitido
Planet of Giants fue dirigido por Mervyn Pinfield y Douglas Camfield, y originalmente se grabó en cuatro episodios. Para crear un clímax de ritmo más rápido, el tercer y cuarto episodio se combinaron y redujeron para formar un solo episodio. El lanzamiento en DVD de la serie en 2012 presenta una reconstrucción de los episodios originales, dirigida por Ian Levine. La producción reconstruye las escenas eliminadas usando CGI, imágenes de otras partes de la serie y diálogos regrabados de Carole Ann Ford, William Russell y actores que se hacen pasar por el resto del elenco.
| Doctor        | Temporada | Historia | Serial           | Episodios perdidos | Detalles |
| ------------- | --------- | -------- | ---------------- | ------------------ | --- |
| Primer Doctor | 2         | 009      | Planet of Giants | 3, 4               | Editados juntos en un solo episodio antes de la transmisión original, que se transmite como el episodio 3. No hay un cuarto episodio oficial para esta serie. Faltan las versiones no emitidas. |

## Episodios recuperados
Cuando las existencias completas de la BBC (tantode  la BBC Film & Videotape Library como las de BBC Enterprises) se auditaron por primera vez en 1978, los siguientes episodios estaban ausentes de sus archivos colectivos, pero posteriormente se devolvieron a esta a través de varios métodos. Las 16 historias destacadas poseen todos los episodios existentes como resultado. Excepto donde se indique, todos los episodios se devolvieron como negativos o impresiones de telegrabación de 16 mm:
| Doctor                   | Temporada                | Historia                 | Serial                    | Total Episodios | En el archivo | # Devueltos (n° de epidodios) | Recuperada desde                                                        | Recuperada desde       | Recuperada desde |              |
| Doctor                   | Temporada                | Historia                 | Serial                    | Total Episodios | En el archivo | # Devueltos (n° de epidodios) | Fuente                                                                  | País/Territorio        | Año              |              |
| ------------------------ | ------------------------ | ------------------------ | ------------------------- | --------------- | ------------- | ----------------------------- | ----------------------------------------------------------------------- | ---------------------- | ---------------- | ------------ |
| Primer Doctor            | 1                        | 008                      | The Reign of Terror       | 6               | 4             | 4 (1–3, 6)                    | Corporación Chipriota de Radiodifusión (ep. 1–3)                        | Chipre                 | 1984             |              |
| Primer Doctor            | 1                        | 008                      | The Reign of Terror       | 6               | 4             | 4 (1–3, 6)                    | Coleccionista privado (ep. 6)                                           | Reino Unido            | 1982             |              |
| Primer Doctor            | 2                        | 014                      | The Crusade               | 4               | 2             | 1 (1)                         | Coleccionista privado                                                   | Nueva Zelanda          | 1999             |              |
| Primer Doctor            | 2                        | 017                      | The Time Meddler          | 4               | 4             | 3 (1, 3–4)                    | Autoridad Nigeriana de Televisión                                       | Nigeria                | 1985             |              |
| Primer Doctor            | 3                        | 018                      | Galaxy 4                  | 4               | 1             | 1 (3)                         | Coleccionista privado                                                   | Reino Unido            | 2011             |              |
| Primer Doctor            | 3                        | 021                      | The Daleks' Master Plan   | 12              | 3             | 3 (2, 5, 10)                  | Coleccionista privado (ep. 2)                                           | Reino Unido            | 2004             |              |
| Primer Doctor            | 3                        | 021                      | The Daleks' Master Plan   | 12              | 3             | 3 (2, 5, 10)                  | La Iglesia de Jesucristo de los Santos de los Últimos Días (ep. 5 y 10) | Reino Unido            | 1983             |              |
| Primer Doctor            | 3                        | 024                      | The Celestial Toymaker    | 4               | 1             | 1 (4)                         | Australian Broadcasting Corporation                                     | Australia              | 1984             |              |
| Primer Doctor            | 3                        | 027                      | The War Machines          | 4               | 4             | 4 (1–4)                       | Autoridad Nigeriana de Televisión (ep. 1, 3, 4)                         | Nigeria                | 1985             |              |
| Primer Doctor            | 3                        | 027                      | The War Machines          | 4               | 4             | 4 (1–4)                       | Coleccionsta privado (ep. 2 sin editar)                                 | Australia              | 1978             |              |
| Total del Primer Doctor  | Total del Primer Doctor  | Total del Primer Doctor  | 7 seriales                | 7 seriales      | 7 seriales    | 17 episodios                  | 17 episodios                                                            | 17 episodios           | 17 episodios     | 17 episodios |
| Segundo Doctor           | 4                        | 032                      | The Underwater Menace     | 4               | 2             | 1 (2)                         | Colecionista privado                                                    | Reino Unido            | 2011             |              |
| Segundo Doctor           | 4                        | 035                      | The Faceless Ones         | 6               | 2             | 1 (3)                         | Coleccionista privado                                                   | Reino Unido            | 1987             |              |
| Segundo Doctor           | 4                        | 036                      | The Evil of the Daleks    | 7               | 1             | 1 (2)                         | Coleccionista privado                                                   | Reino Unido            | 1987             |              |
| Segundo Doctor           | 5                        | 037                      | The Tomb of the Cybermen  | 4               | 4             | 4 (1–4)                       | Asia Television                                                         | Hong Kong              | 1992             |              |
| Segundo Doctor           | 5                        | 038                      | The Abominable Snowmen    | 6               | 1             | 1 (2)                         | Coleccionista privado                                                   | Reino Unido            | 1982             |              |
| Segundo Doctor           | 5                        | 039                      | The Ice Warriors          | 6               | 4             | 4 (1, 4–6)                    | BBC                                                                     | Reino Unido            | 1988             |              |
| Segundo Doctor           | 5                        | 040                      | The Enemy of the World    | 6               | 6             | 5 (1–2, 4–6)                  | Autoridad Nigeriana de Televisión.                                      | Nigeria                | 2013             |              |
| Segundo Doctor           | 5                        | 041                      | The Web of Fear           | 6               | 5             | 5 (1–2, 4–6)                  | Desconocido (ep. 1)                                                     | Desconocido            | Década de 1970   |              |
| Segundo Doctor           | 5                        | 041                      | The Web of Fear           | 6               | 5             | 5 (1–2, 4–6)                  | Autoridad Nigeriana de Televisión (ep. 2, 4, 5, 6)                      | Nigeria                | 2013             |              |
| Segundo Doctor           | 5                        | 043                      | The Wheel in Space        | 6               | 2             | 1 (3)                         | Coleccionista privado                                                   | Reino Unido            | 1984             |              |
| Segundo Doctor           | 6                        | 047                      | The Krotons               | 4               | 4             | 1 (4)                         | British Film Institute                                                  | Reino Unido            | 1978             |              |
| Segundo Doctor           | 6                        | 050                      | The War Games             | 10              | 10            | 6 (1, 3–4, 6–7, 10)           | British Film Institute                                                  | Reino Unido            | 1978             |              |
| Total del Segundo Doctor | Total del Segundo Doctor | Total del Segundo Doctor | 11 seriales               | 11 seriales     | 11 seriales   | 30 episodios                  | 30 episodios                                                            | 30 episodios           | 30 episodios     | 30 episodios |
| Tercer Doctor            | 7                        | 054                      | Inferno                   | 7               | 7             | 7 (1–7)                       | CKVU                                                                    | Canadá                 | 1985             |              |
| Tercer Doctor            | 8                        | 057                      | The Claws of Axos         | 4               | 4             | 2 (2–3)                       | TVOntario                                                               | Canadá                 | 1982             |              |
| Tercer Doctor            | 8                        | 058                      | Colony in Space           | 6               | 6             | 6 (1–6)                       | CKVU                                                                    | Canadá                 | 1983             |              |
| Tercer Doctor            | 9                        | 061                      | The Curse of Peladon      | 4               | 4             | 4 (1–4)                       | TVOntario                                                               | Canadá                 | Década de 1970   |              |
| Tercer Doctor            | 9                        | 062                      | The Sea Devils            | 6               | 6             | 3 (1–3)                       | CKVU                                                                    | Canadá                 | Década de 1980   |              |
| Tercer Doctor            | 9                        | 063                      | The Mutants               | 6               | 6             | 2 (1–2)                       | TVOntario                                                               | Canadá                 | Década de 1980   |              |
| Tercer Doctor            | 9                        | 064                      | The Time Monster          | 6               | 6             | 6 (1–6)                       | TVOntario                                                               | Canadá                 | 1987             |              |
| Tercer Doctor            | 11                       | 071                      | Invasion of the Dinosaurs | 6               | 6             | 1 (1)                         | Coleccionista privado                                                   | Reino Unido            | 1983             |              |
| Tercer Doctor            | 11                       | 072                      | Death to the Daleks       | 4               | 4             | 1 (1)                         | TVOntario (en NTSC)                                                     | Canadá                 | 1981             |              |
| Tercer Doctor            | 11                       | 072                      | Death to the Daleks       | 4               | 4             | 1 (1)                         | Dubai 33 (en PAL)                                                       | Emiratos Árabes Unidos | 1991             |              |
| Total del Tercer Doctor  | Total del Tercer Doctor  | Total del Tercer Doctor  | 9 seriales                | 9 seriales      | 9 seriales    | 32 episodios                  | 32 episodios                                                            | 32 episodios           | 32 episodios     | 32 episodios |
| Total                    | Total                    | Total                    | 27 seriales               | 27 seriales     | 27 seriales   | 79 episodios                  | 79 episodios                                                            | 79 episodios           | 79 episodios     | 79 episodios |